# Plano fundamental
Galáxias elípticas descrevem um plano em três dimensões que, quando visto com inclinação de 90° projeta uma dispersão menor que a relação de Faber-Jackson entre luminosidade e dispersão da velocidade σ. O plano é dado aproximadamente por:{\displaystyle L\propto \sigma ^{8/3}I_{e}^{-3/5}}Onde Ie é o brilho superficial no raio efetivo.
Podemos substituir dois parâmetros com o parâmetro fotométrico Dn  que correlaciona com σ tão bem quanto qualquer combinação linear de L e I. 
A relação Dn-σ pode ser usada para encontrar distâncias relativas para galáxias elípticas com precisão comparável ao método usado para determinar distâncias a partir da relação Tully-Fisher no infravermelho.